# Barbarossastraße (Bremen)
Die Barbarossastraße ist eine Wohnstraße in Bremen, 1927 angelegt zur Erschließung von Kleingärten, die meisten Häuser wurden um 1966 gebaut. Sie verbindet die Kurfürstenallee mit der Konrad-Adenauer-Allee.
Seit 1967 befindet sich hier die gleichnamige Haltestelle der Linie 1 der Straßenbahn Bremen.

## Geschichte des Gebietes
Das Gebiet der heutigen Barbarossastraße war früher ein Bestandteil der Hastedter Feldmark und gehörte zu deren westlichen Teil „Das große Feld“. Dieses reichte, von Hastedt aus gesehen, im Westen bis ins Geteviertel und im Norden teilweise noch über die heutige Kurfürstenallee hinaus. Bereits um 1338 hatte die Hastedter Feldmark ihre volle Ausdehnung gehabt. Auf einer Landkarte des Gebietes von 1803 (siehe Hastedt#Die Bauern) ist das Gebiet noch unbewohnt und aufgeteilt in Felder im Besitz verschiedener in Hastedt ansässige Bauern. Im Bereich der heutigen Barbarossastraße gab es ein Gewässer namens Hastedter Fleth. Auch auf einer Landkarte des Gebietes von 1898 zeigt sich das Gebiet unverändert, während direkt westlich angrenzend, in Schwachhausen, bereits das Geteviertel am Entstehen war.
Im Jahr 1910 wurde die Kurfürstenallee als breite Prachtstraße von Schwachhausen nach Oberneuland angelegt. Damit wurde das Gebiet aus Bremen gut erschlossen, die Verbindung nach Hastedt verlor an Bedeutung. Die Kurfürstenallee blieb in diesem Bereich vor dem Zweiten Weltkrieg unbebaut, lediglich das einzelne Haus Kurfürstenallee 115 wurde um 1926 gebaut und ist bis heute das Eckgrundstück zur Barbarossastraße.
Die Barbarossastraße und die Hindenburgallee wurden vermutlich 1927 benannt, denn sie erscheinen erstmals 1928 im Bremer Adressbuch. Beides waren Sandwege, die ein damals neues Kleingartengebiet erschlossen. Durch die steigende Nachfrage nach Pachtland für den privaten Gemüseanbau wurden damals immer mehr Kleingärten angelegt. Einige Pächter wohnten auch in ihren Lauben, diese Zahl stieg erheblich durch die auf die Zerstörungen des Zweiten Weltkrieges folgende Wohnungsnot. So bestanden noch 1951 allein im Winkelweg, einem Parzellenweg auf dem Gebiet der heutigen Bartensteiner Straße, elf Wohnhaushalte.
1936 konnte in der Barbarossastraße eine Seidenraupenzucht im „Versuchsgarten der Bremischen Stelle für Pflanzenschutz“ besichtigt werden.
Die ältesten Häuser der Barbarossastraße stehen im Bereich der geraden Hausnummern 2 bis 20. Das erste Wohnhaus wurde 1931 auf dem Grundstück Nr. 18 erbaut, die Nr. 10 folgte 1937, alle weiteren erst nach dem Zweiten Weltkrieg.

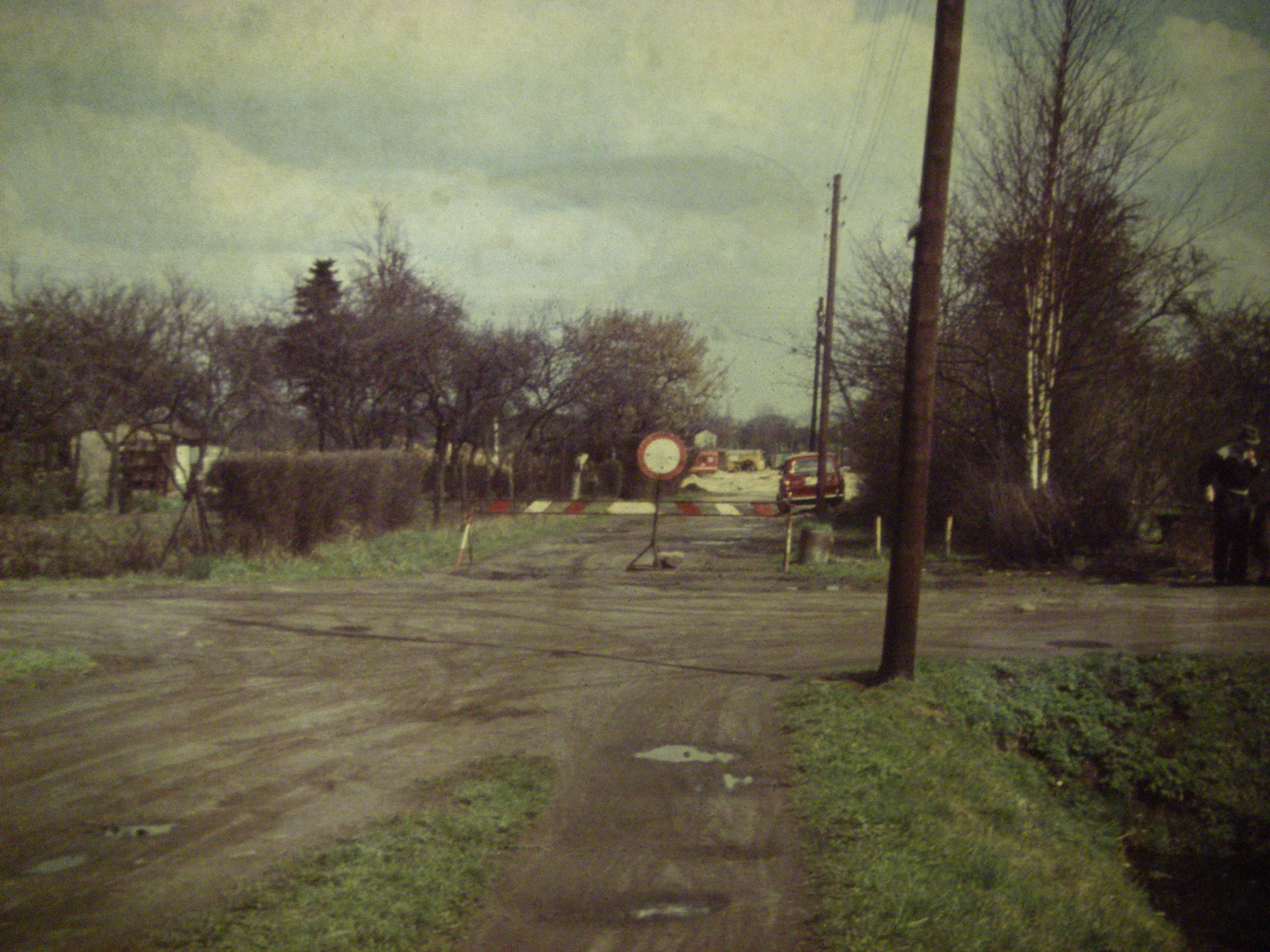
Die Kreuzung Barbarossastraße Ecke Hindenburgallee 1965, damals noch zwei Sandwege, im Hintergrund wird bereits mit dem Ausbau der Barbarossastraße begonnen

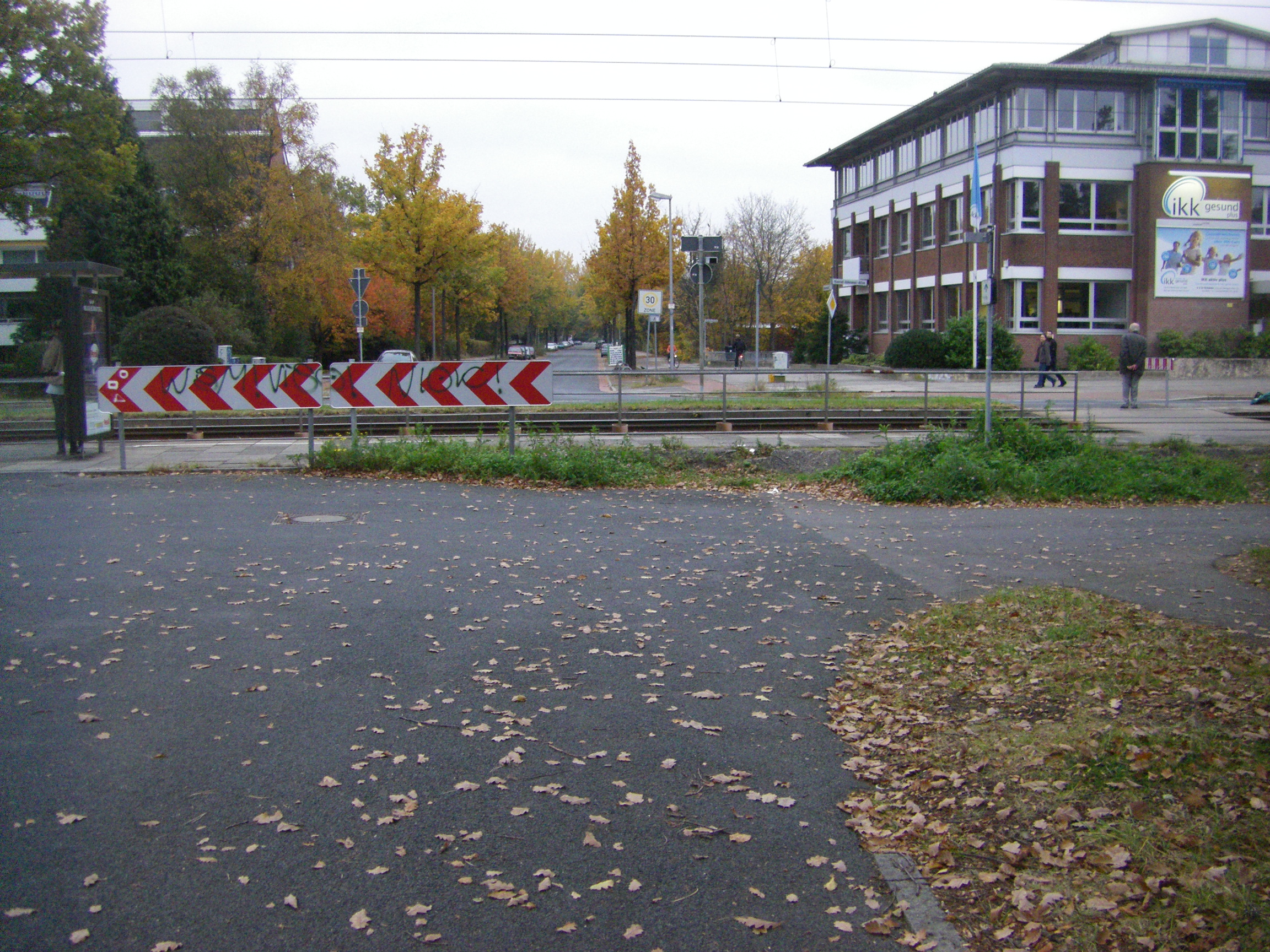
Vergleichsbild derselben Kreuzung von 2011

1959 wurde der Stadtteil Vahr gegründet. Einer der Ortsteile war die Gartenstadt Vahr, eine Großsiedlung aus der zweiten Hälfte der fünfziger Jahre ebenfalls auf dem Gebiet der ehemaligen Hastedter Feldmark mit damals bereits rund 7000 Einwohnern. Auch die noch kaum bebaute Barbarossastraße und ihre Nebenstraßen kamen zur Gartenstadt Vahr. Der südwestliche Teil der Straße wurde zur Grenze nach Schwachhausen und heißt seit 1968 Ostpreußische Straße.

## Bebauung seit 1966
Um 1966 erfolgte die nahezu gleichzeitige, fast vollständige Bebauung der heutigen Barbarossastraße.
- nördlicher Teil: An der Kurfürstenallee entstand ein kleines Einkaufszentrum (Nr. 1 bis 9a). Danach zweigt der Martinsweg ab, an dem neue Kleingärten angelegt wurden. Der anschließende Bereich bis zur neu angelegten Bartensteiner Straße wurde mit 7-geschossigen Hochhäusern bebaut (Nr. 11 bis 33). Es folgen durch Fußwege erschlossene Reihenhäuser (Nr. 35 bis 45), die sich in der Bartensteiner Straße fortsetzen. Ein namenloser Fußweg führt zu einer kleinen Grünanlage neben den Reihenhäusern. Das Grundstück dahinter wurde erst um 1970 bebaut.
- südlicher Teil: Nach dem Altbestand (Nr. 2 bis 22) wurden nur wenige Reihenhäuser gebaut (Nr. 24 bis 44). Es folgte ein alter Gartenweg, heute die Zufahrt zur 2007 erbauten, rückwärtig gelegenen Siedlung „Barbarossa-Park“ (Nr. 48 bis 138a)[8]. Das Eckhaus der Innungskrankenkasse an der Straßenbahnhaltestelle wurde 1972 erbaut (damals Hindenburgallee 42).[9]

Siehe auch: Liste der Straßen und Plätze in Bremen-Vahr